# Lubuskie Towarzystwo Fotograficzne
Lubuskie Towarzystwo Fotograficzne – polskie stowarzyszenie fotograficzne utworzone w 1954, jako oddział ówczesnego Polskiego Towarzystwa Fotograficznego w Zielonej Górze.

## Historia
W 1954 z inicjatywy Bernarda Bluma oraz Floriana Zająca – utworzono zielonogórski oddział Polskiego Towarzystwa Fotograficznego, w obecności 27 członków założycieli oraz Leonarda Olejnika – przedstawiciela Zarządu Głównego Polskiego Towarzystwa Fotograficznego. W 1961 wskutek likwidacji PTF, oddziały towarzystwa przekształcono w samodzielne stowarzyszenia, zrzeszone w Federacji Amatorskich Stowarzyszeń Fotograficznych w Polsce – będącej kontynuatorką działań PTF. W tym samym roku oddział Polskiego Towarzystwa Fotograficznego w Zielonej Górze został przekształcony w Zielonogórskie Towarzystwo Fotograficzne. W 1962 ZTF zostało członkiem zbiorowym Federacji Amatorskich Stowarzyszeń Fotograficznych w Polsce. W 1969 było organizatorem V Zjazdu Działaczy Ruchu Fotograficznego Ziem Zachodnich i Północnych. W 1971 zmieniono nazwę stowarzyszenia na Lubuskie Towarzystwo Fotograficzne. W 1974 LTF zostało członkiem zbiorowym Lubuskiego Towarzystwa Kultury, zrzeszającego stowarzyszenia działające w regionie. Od 1980 LTF dysponowało swoim lokalem, przyznanym przez Zielonogórską Spółdzielnię Mieszkaniową – stanowiącym miejsce na siedzibę, bibliotekę oraz fototekę. W 1988 podczas Forum Fotografii Artystycznej w Uniejowie – LTF zostało wyróżnione Brązowym Medalem Federacji Amatorskich Stowarzyszeń Fotograficznych w Polsce.

## Działalność
Lubuskie Towarzystwo Fotograficzne od początku działalności (zielonogórski oddział Polskiego Towarzystwa Fotograficznego, Zielonogórskie Towarzystwo Fotograficzne) prowadziło aktywną działalność wystawienniczą, organizując wiele wystaw indywidualnych członków stowarzyszenia oraz wystaw innych fotografów (m.in. Jerzego Lewczyńskiego, Adama Seybala, Aleksandra Górskiego, Włodzimierza Korsaka, Zbigniewa Łąckiego, Bronisława Bugiela). Było organizatorem wielu wystaw zbiorowych (m.in. członków towarzystwa), wystaw dorocznych, tematycznych, wystaw poplenerowych, wystaw pokonkursowych. LTF było organizatorem wystaw ogólnopolskich, jest organizatorem licznych plenerów, konkursów fotograficznych (m.in. konkursu na zdjęcie miesiąca), było organizatorem warsztatów fotograficznych. W latach 1993–2003 LTF sprawowało kuratelę nad galeriami (m.in. „Pod kaczką”, „Ostatni seans”, „Lapidarium”. LTF aktywnie współpracowało z wieloma stowarzyszeniami, placówkami, instytucjami kulturalnymi w Polsce oraz licznymi stowarzyszeniami, klubami fotograficznymi w kraju i za granicą. Celem działalności Lubuskiego Towarzystwa Fotograficznego była popularyzacja fotografii, upowszechnianie fotografii jako sztuki, umasowienie ruchu fotograficznego w regionie oraz reprezentowanie lubuskiego ruchu fotograficznego. W 2016 Lubuskie Towarzystwo Fotograficzne zakończyło działalność.

## Publikacje
- Książka – Lubuskie Towarzystwo Fotograficzne w Zielonej Górze 1954–1984[3]

## Odznaczenia
- Brązowy Medal Federacji Amatorskich Stowarzyszeń Fotograficznych w Polsce (1988)[2]

## Zarząd
- Piotr Kotylak – prezes Zarządu
- Kinga Barbara Dziwota – wiceprezes Zarządu
- Marek Wasiel – skarbnik

Źródło